# Гаргантюа и Пантагрюэль

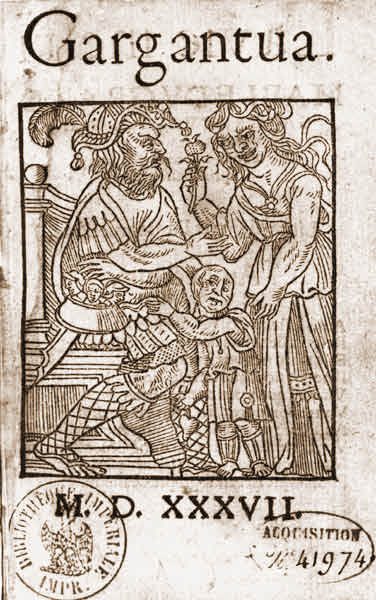
Титульный лист «Гаргантюа» Франсуа Рабле, Лион: Дани де Арси, 1537

«Гаргантюа́ и Пантагрюэ́ль» (фр. Gargantua et Pantagruel), полное название — «Самая ужасающая жизнь великого Гаргантюа, отца Пантагрюэля» (фр. La vie très horrifique du grand Gargantua, père de Pantagruel) — сатирический роман-пенталогия французского писателя XVI века Франсуа Рабле о двух великанах-обжорах, отце и сыне.
На русском языке наиболее известен в переводе Николая Любимова (1961).
Роман входит во Всемирную библиотеку (список наиболее значимых произведений мировой литературы Норвежского книжного клуба).

## Концепция романа

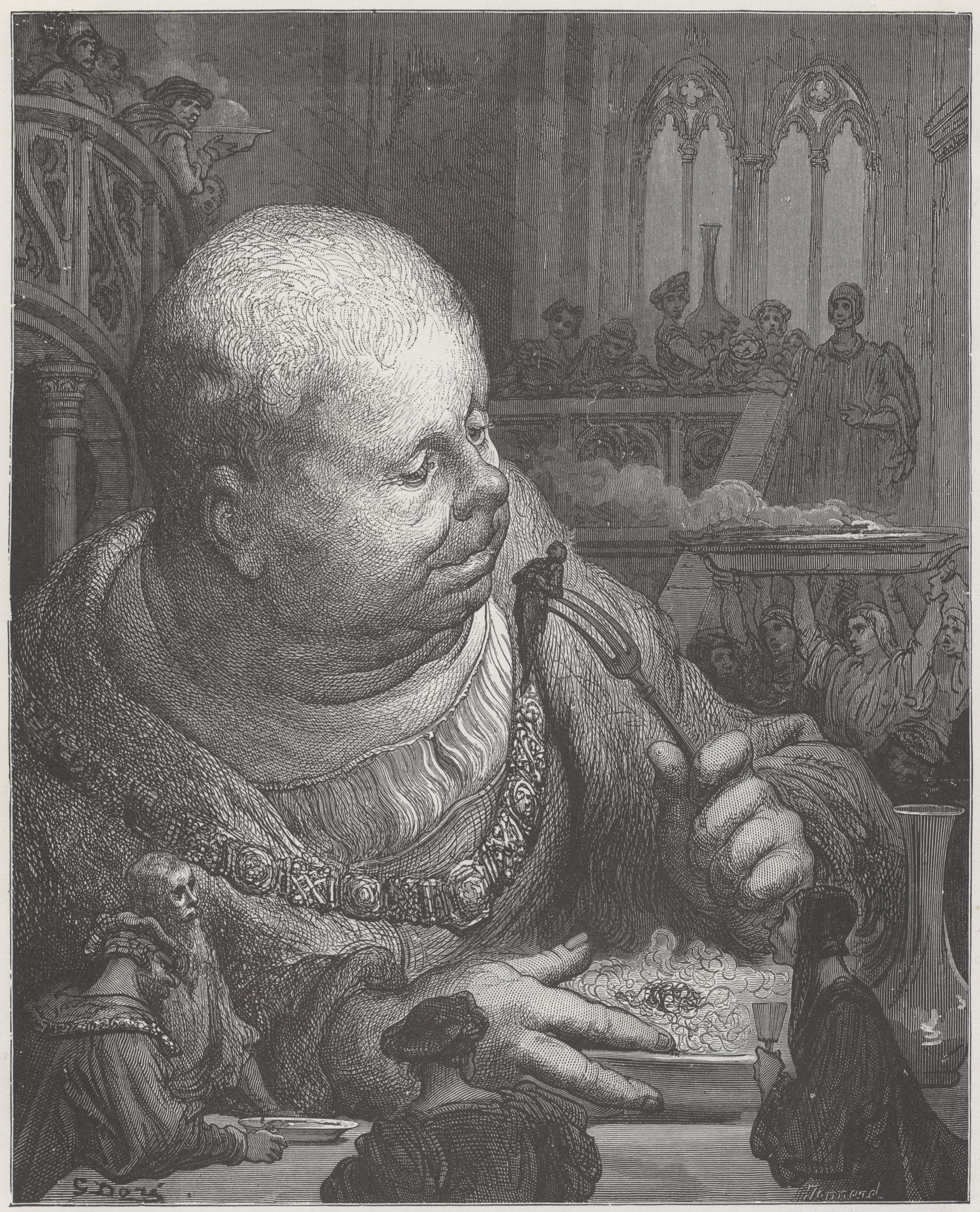
Трапеза Гаргантюа, Гюстав Доре

Основным объектом сатиры Рабле является церковь, белое духовенство и монашество. Автор «Гаргантюа и Пантагрюэля» в молодости сам был монахом, однако такая жизнь пришлась ему не по душе, и с помощью своего покровителя Жоффруа д’Этиссака Рабле смог без каких-либо последствий покинуть монастырь.
В романе Рабле высмеивает, с одной стороны, многочисленные притязания церкви, а с другой — невежество и лень монахов (зная последний предмет не понаслышке). Рабле красочно показывает все пороки католического духовенства, которые вызывали массовый протест во время Реформации — непомерное стремление к наживе, претензии пап на политическое господство в Европе, ханжеское благочестие, прикрывающее развращённость служителей церкви. Сильно достаётся средневековой схоластике — оторванным от реальной жизни размышлениям о месте Бога в земном бытии — и известным философам-схоластам в частности:
«И напрасно вы думаете, будто всем своим блаженством в Елисейских полях герои и полубоги обязаны асфоделям, амброзии и нектару, как тут у нас болтают старухи. По-моему, все дело в том, что они подтираются гусятами, и таково мнение ученейшего Иоанна Скотта».
Книга первая, глава XIII.
Отдельных насмешек удостоены некоторые места из Библии. Например, эпизод с воскрешением Эпистемона Панургом пародирует библейское сказание о воскрешении Лазаря Иисусом Христом, а рассказ о великане Хуртали высмеивает легенду о Ноевом ковчеге. Рождение Гаргантюа через левое ухо матери Рабле объясняет всемогуществом Господа Бога, а тех, кто отказывается этому верить, объявляет еретиками (здесь пародируется религиозный фанатизм и слепая вера в евангельские чудеса, восходящие к Тертуллиану — «верую, ибо абсурдно»). Неудивительно, что все книги «Гаргантюа и Пантагрюэля» были осуждены богословским факультетом Сорбонны как еретические.
В своём романе Рабле не только борется со «старым миром» при помощи сатиры и юмора, но и провозглашает новый мир так, как он его видит. Средневековой косности и бесправию Рабле противопоставляет идеалы свободы и самодостаточности человека. Наиболее полно своё видение этих идей на практике автор «Пантагрюэля» изложил в эпизоде с Телемским аббатством, которое брат Жан организует с разрешения Гаргантюа. В аббатстве отсутствуют принуждение и предрассудки и созданы все условия для гармоничного развития человеческой личности. Устав аббатства состоит из одного правила: «Делай что хочешь» (фр. Fais ce que voudras).
Значение подобного устройства обители брата Жана Рабле объясняет так:

«…людей свободных, происходящих от добрых родителей, просвещенных, вращающихся в порядочном обществе, сама природа наделяет инстинктом и побудительною силой, которые постоянно наставляют их на добрые дела и отвлекают от порока, и сила эта зовется у них честью. Но когда тех же самых людей давят и гнетут подлое насилие и принуждение, они обращают благородный свой пыл, с которым они добровольно устремлялись к добродетели, на то, чтобы сбросить с себя и свергнуть ярмо рабства, ибо нас искони влечет к запретному и мы жаждем того, в чем нам отказано». 
Книга первая, глава LVII.

Ф. Гизо в своей статье 1812 года посвящённой автору «Гаргантюа и Пантагрюэля» отмечал: «Рабле понял недостатки педагогической теории и практики своего времени и указал на них; в начале XVI столетия он предвосхитил почти все, что есть разумного и ценного в трудах новейших учёных, в том числе Локка и Руссо». Главы о Телемском аббатстве, а также о воспитании Гаргантюа под руководством Понократа, являются законченным воплощением принципов гуманизма. В этом отношении «Гаргантюа и Пантагрюэль» — ярчайший литературный памятник эпохи Возрождения, когда происходил слом одной культурной парадигмы — средневековой, и возникновение другой — ренессансной.

## Стилистика романа

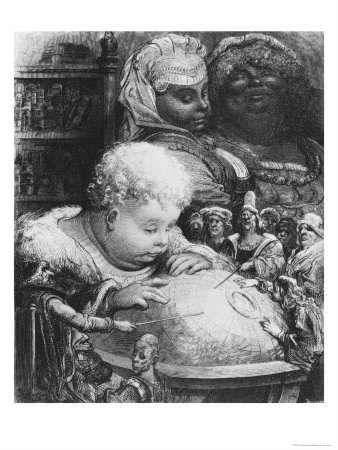
Юный Гаргантюа изучает глобус, Гюстав Доре

Излюбленный приём Рабле — гротеск, гипербола («супергипербола», по выражению А. Дживелегова). Это связано с личностями главных героев — великанов Гаргантюа и Пантагрюэля. Подчас они спокойно уживаются с обычными людьми (едят с ними за одним столом, плывут на одном корабле), но далеко не всегда. Гаргантюа садится отдохнуть на собор Парижской Богоматери и принимает пушечные ядра за мух, Пантагрюэля приковывают к колыбели цепями, служащими для перекрытия гаваней. Кульминации этот приём достигает, когда Пантагрюэль, высунув язык, укрывает от дождя свою армию, а один из его приближённых случайно попадает в рот своему господину и обнаруживает там города и деревни.
Много места в романе уделяется грубому юмору, связанному с человеческим телом, много говорится об одежде, вине, еде и венерических заболеваниях (пролог первой книги начинается со слов «Достославные пьяницы и вы, досточтимые венерики (ибо вам, а не кому другому, посвящены мои писания)!»). Это совершенно нетипично для средневековой романистики, считавшей перечисленные темы низкими и не достойными упоминания.
Характерная особенность «Пантагрюэля» — обилие крайне подробных и в то же время комичных перечислений блюд трапез, книг, наук, законов, денежных сумм, животных, смешных имён воинов и тому подобного. Объёмные и скрупулёзные перечни порой образуют целые главы (книга IV, глава LX «О том, какие жертвы приносили своему богу гастролатры в дни постные» и т. д.).
«Гаргантюа и Пантагрюэль» неразрывно связан с народной культурой Франции позднего Средневековья и Возрождения. Из неё Рабле позаимствовал и своих главных героев, и некоторые литературные формы (например, блазоны или так называемые coq-à-l'âne — словесные бессмыслицы), и, главное, сам язык повествования — со множеством непристойных словесных оборотов и комических аллюзий разнообразных священных текстов, язык, проникнутый атмосферой весёлого народного праздника, откуда гонят всякую серьёзность. Этот язык разительно отличался от того, которым были написаны средневековые схоластические трактаты или латинизированные богемные сочинения некоторых современников Рабле (подражание латыни высмеяно в главе о лимузинце второй книги романа).
После Рабле его основные приёмы использовали французские писатели XVI века Бонавентура Деперье и Ноэль дю Файль.

## Влияние
Шарль Нодье в своей новелле «Библиоман» (фр. Le bibliomane, 1831) описывает её героя Теодора, который славится своей образованностью, и его уединённая жизнь, посвящённая книгам, наводит «некоторых знакомых на мысль, что он сочиняет книгу, призванную заменить все книги на свете, но мысль эта была совершенно ложной. Теодор был человеком слишком начитанным, чтобы не знать, что такая книга уже написана триста лет тому назад. Это тринадцатая глава первой книги „Гаргантюа и Пантагрюэля“».

## История публикации

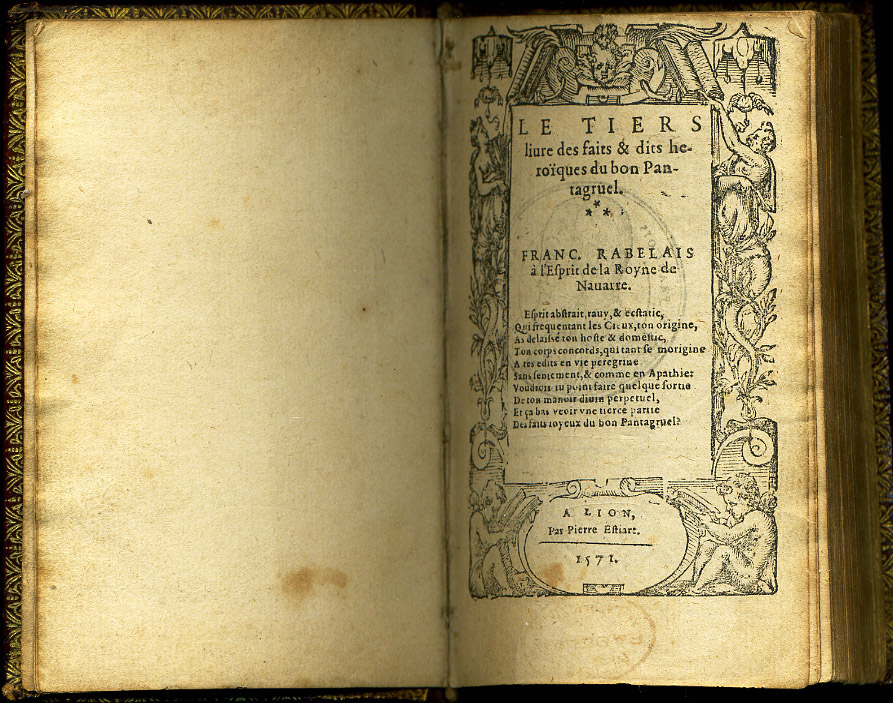
Титул издания третьей книги «Гаргантюа и Пантагрюэля» в Лионе, 1571 год

В 1533 году 39-летний лионский врач, бакалавр медицины Франсуа Рабле опубликовал книгу о добродушном великане Пантагрюэле, которая содержала описание его «ужасающих и устрашающих деяний и подвигов». В следующем году Рабле выпускает сочинение об отце Пантагрюэля — Гаргантюа. Таким образом, хронологически первой частью романа является «Пантагрюэль». Однако уже в 1542 г., когда Рабле опубликовал обе книги вместе, они стояли в другом порядке: сначала «Гаргантюа», потом «Пантагрюэль»; с тех пор такая последовательность считается традиционной.
Третья книга опубликована в 1546 году. В следующем году в Гренобле, а ещё через год — в Лионе, был издан фрагмент четвёртой книги из пролога и 11 глав (в окончательном варианте они составили 25 глав, а пролог Рабле переписал заново). Целиком четвёртая книга увидела свет в 1552 году.
В 1562 году, девять лет спустя после смерти Рабле, появился отрывок из пятой книги романа под названием «Остров Звонкий», состоявший из 16 глав. В 1564 году книга была опубликована полностью. Большинство исследователей творчества великого писателя сходятся на том, что перу Рабле принадлежит лишь часть пятой книги.
Два первых издания книги «Гаргантюа и Пантагрюэля» вышли в Лионе под псевдонимом Алькофрибас Назье (фр. Alcofribas Nasier — анаграмма имени Франсуа Рабле), последующие — в Париже под настоящим именем автора.

## Содержание романа

### Первая книга

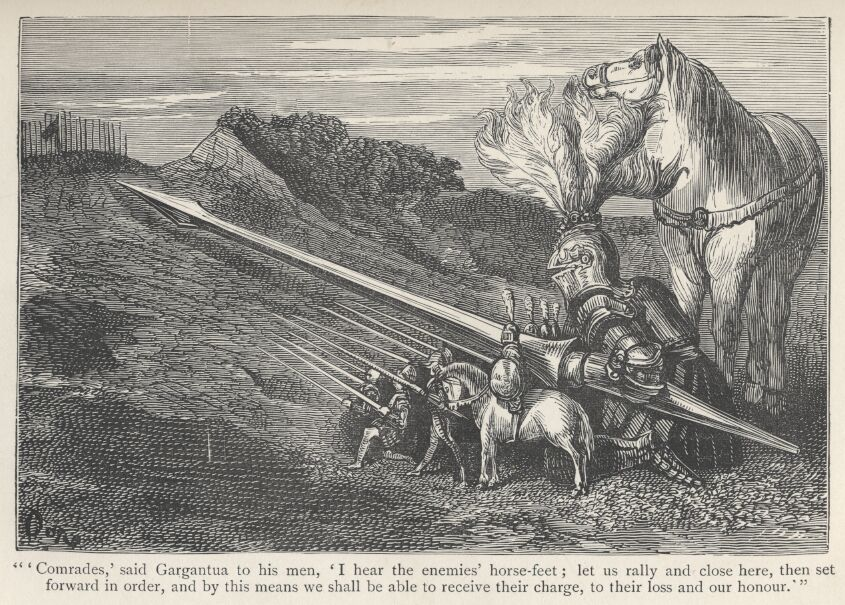
Гаргантюа и его друзья готовятся отразить атаку войска Пикрохола, Гюстав Доре

«Повесть о преужасной жизни великого Гаргантюа, отца Пантагрюэля, некогда сочинённая магистром Алькофрибасом Назье, извлекателем квинтэссенции» (1534)

Гаргантюа, юный сын короля-великана Грангузье и его жены Гаргамеллы, поступает в обучение к учёным богословам, в результате чего становится намного глупее, чем был до того. Раздосадованный Грангузье даёт сыну нового наставника и отправляет его в Париж. Там Гаргантюа устраивает наводнение («мочепотоп») и забирает себе большие колокола с собора Парижской Богоматери, чтобы повесить их на шею своей кобыле. Методика же воспитания, применяемая Понократом, даёт совсем иные плоды — Гаргантюа становится разносторонне образованным человеком, не забывая и о физическом развитии.
Тем временем на королевство Грангузье нападает его сосед, король Пикрохол. Гаргантюа возвращается домой и при помощи своих друзей, а также брата Жана — монаха‑бенедиктинца из Сейи, разбивает войско Пикрохола.
За заслуги в войне против захватчиков Гаргантюа разрешает брату Жану устроить монастырь на его вкус — Телемское аббатство, устав которого разительно отличается от уставов всех других монастырей.

### Вторая книга
«Пантагрюэль, король дипсодов, показанный в его доподлинном виде, со всеми его ужасающими деяниями и подвигами» (1533)

У Гаргантюа рождается сын — Пантагрюэль. Повзрослев, он отправляется учиться в разные университеты Франции и в конце концов попадает в Париж. Получив письмо от отца, в котором тот писал о большом значении образования в жизни человека, Пантагрюэль с ещё большим усердием принимается за науки; а разрешив великую тяжбу между сеньором Пейвино и сеньором Лижизад, он получает всеобщее признание своего ума и талантов.
В Париже Пантагрюэль встречает Панурга, который становится его самым близким другом. Вскоре Пантагрюэль получает известие о том, что на его родину напала армия великанов под предводительством короля Анарха. Пантагрюэль спешит на выручку отцу и побеждает врагов.

### Третья книга

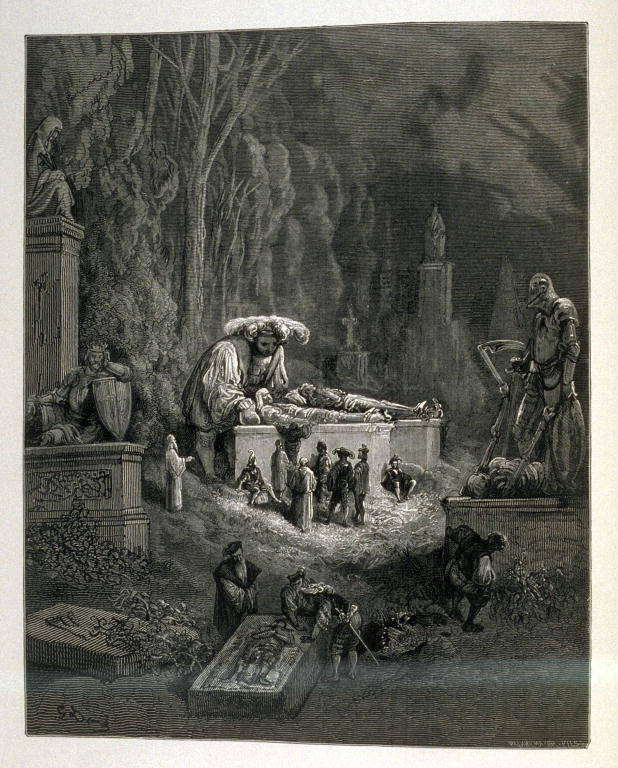
Пантагрюэль и его спутники на острове макреонов, Гюстав Доре

«Третья книга героических деяний и речений доброго Пантагрюэля» (1546)

В королевстве Гаргантюа установлен мир. Панург, получив от Пантагрюэля кастелянство Рагу и промотав все доходы от него на несколько лет вперёд, принимает решение жениться. Однако при этом он терзается сомнениями — будет ли он счастлив в браке или быть ему рогатым, битым и обворованным? Чтобы разрешить подобный вопрос, Панург обращается к колдунье, юродивому, поэту Котанмордану, астрологу Герр Триппе, врачу, богослову, шуту Трибуле, прибегает к различным гаданиям. Все предсказания и советы Пантагрюэль толкует в дурную сторону, а Панург — в хорошую. Не добившись ничего определённого, Пантагрюэль, Панург, брат Жан, Эпистемон и их друзья решают отправиться в путешествие к оракулу Божественной Бутылки, нагрузив из среди прочего большими запасами травы пантагрюэлион. Анатоль Франс резюмировал содержание книги следующим образом: «Таков неожиданный и великолепный конец этой чудесной третьей книги, изобилующей превосходными комедийными сценами, — книги, из которой Мольер черпал пригоршнями. Во всей французской литературе я не знаю ничего равного ей по богатству языка и глубине мысли».

### Четвёртая книга
«Четвёртая книга героических деяний и речений доблестного Пантагрюэля» (1552)

Путешествие начинается. Эскадра Пантагрюэля посещает множество островов (среди них острова папоманов и папефигов; остров Диких Колбас; остров Руах, где питаются только ветром), попадает в сильную бурю. Эпизоды с островами Рабле использует для сатиры на церковные порядки (чего, впрочем, с избытком хватает и во всех предыдущих книгах), а в сцене с бурей раскрываются характеры каждого из героев.
Пролог к Четвёртой книге (первая публикация — 1552) знаменит двумя обширными авторскими списками «знаменитых» композиторов. В первый список вошли 25 имён из «недавнего прошлого». На первом месте в этом списке выделен Жоскен Депре. Далее следуют Йоханнес Окегем, Якоб Обрехт, Александр Агрикола, Антуан Брюмель, Пьер де ла Рю, Жан Мутон, Луазе Компер, Костанцо Феста, Пьер Мулю, Ян Ришафор, Антуан де Февен, Илер Пене, Иоанн Приорис, Жан де Лафаж, Антуан де Брюйер, Франсуа Руссель, Жак Консель, Жаке Берхемский и другие. Во втором списке Рабле 33 «современных» композиторов. Возглавляет список Адриан Вилларт. За ним следуют Николя Гомберт, Клеман Жанекен, Якоб Аркадельт, Филипп Вердело, Клоден де Сермизи, Кристобаль де Моралес, Пьер Сертон, Пьер де Маншикур, Пьер Сандрен, Пьер Пассеро, Карпантра, Жан Леретье, Пьер Кадеак, Пьер де Вильер, Матьё Суайе, Жакотен, Гийом Лехёртёр (Le Heurteur), Жан Лежандр, Дидье Люпи (Lupi; о нём известно только как об авторе чрезвычайно популярной песни «Susanne un jour»).

### Пятая книга
«Пятая и последняя книга героических деяний и речений доброго Пантагрюэля» (1564)
 Путешествие доброго великана и его друзей продолжается. Мореплаватели пристают к острову Звонкому (новая сатира на церковь), острову железных изделий, острову Плутней (Île de Cassade), острову Застенок (сатирическое изображение современного Рабле суда и царившего там произвола), острову апедевтов (пародия на фискальное ведомство), острову Раздутый (île d’Outre). В итоге они приплывают на Фонарный остров и слышат священное слово Бутылки: «Тринк!» («Пей!»)

## Главные герои
Гаргантюа (фр. Gargantua) — король государства Утопия из рода великанов. Сын Грангузье и Гаргамелы. Появляется в первой и эпизодически во второй и третьей книгах романа. Образ Гаргантюа — символ Ренессанса, символ отказа от традиционных жизненных установок Средневековья и возрождающегося интереса к светскому искусству и познанию мира, свободному от догм и ограничений.
Пантагрюэль (фр. Pantagruel) — сын Гаргантюа, принц королевства Утопия. Появляется в романе начиная со второй книги. Представляет собой тип передового человека эпохи Возрождения, который интересуется сразу несколькими научными дисциплинами и видами искусства.
Брат Жан Зубодробитель (фр. Frère Jean des Entommeures) — монах ордена святого Бенедикта. Появляется в первой, третьей, четвёртой и пятой книгах. Брат Жан — «человек молодой, прыткий, щеголеватый, жизнерадостный, разбитной, храбрый, отважный, решительный, высокий, худощавый, горластый, носатый, мастак отбарабанить часы, отжарить мессу и отвалять вечерню». Он прекрасно проявляет себя как во время войны с Пикрохолом, так и по ходу многочисленных пиров Гаргантюа и его сына.
Панург (фр. Panurge) — недоучившийся студент из Турени. Появляется начиная со второй книги. Сходится с братом Жаном в неистощимом жизнелюбии и пристрастии к разного рода весёлым проделкам («Панург был мужчина… с крючковатым, напоминавшим ручку от бритвы носом, любивший оставлять с носом других, в высшей степени обходительный, впрочем, слегка распутный и от рождения подверженный особой болезни, о которой в те времена говорили так: Безденежье — недуг невыносимый»). Правда, в отличие от монаха, Панург слегка трусоват («…я не боюсь ничего, кроме напастей»).
Эпистемон (фр. Epistémon) — бывший наставник Пантагрюэля. Как и Панург, появляется в романе начиная со второй книги. Из всех друзей Пантагрюэля наиболее образован, часто пускается в различные рассуждения отвлечённого характера, что не мешает ему быть верным товарищем и добрым собутыльником.

## Рабле и современная ему Франция
«Гаргантюа и Пантагрюэль» тесно переплетается со своим временем, в нём немало моментов, не до конца понятных современному читателю.
- Некоторые вскользь упоминаемые лица в романе — Андре Тирако, аббат д’Ардийон, мэтр Рондибилис (Гийом Ронделе) — реально существовавшие люди, друзья или знакомые Рабле.
- Большинство географических названий в первой книге — топонимы Турени, французской провинции, где Рабле родился и вырос.
- Отдельные фрагменты написаны «на злобу дня»: страшная засуха, сопутствовавшая рождению Пантагрюэля — отражение сильной засухи во Франции в 1532 году (год рождения «Пантагрюэля» литературного); образ Пикрохола отчасти является сатирой на императора Карла V, долгие годы воевавшего с Францией.

## Имена героев романа

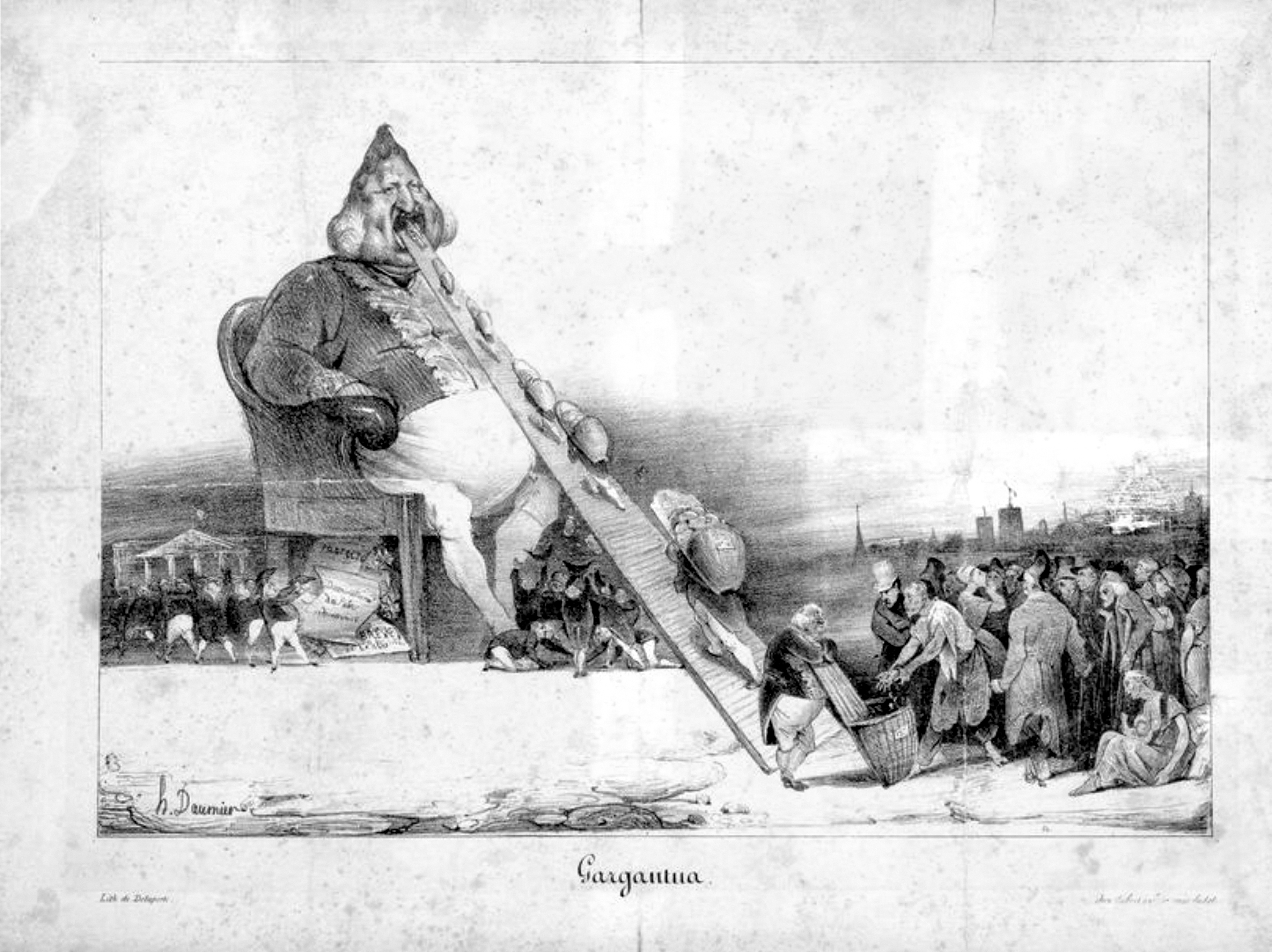
Гаргантюа, Оноре Домье

Имена персонажей «Гаргантюа и Пантагрюэля» подобраны почти всегда неслучайно, они служат для характеристики своих носителей. Панург в переводе с греческого означает «пройдоха, ловкач», Понократ — «сильный, неутомимый», Эпистемон — «опытный, сведущий», Эвдемон — «счастливый», Карпалим — «стремительный», Эвсфен — «крепыш». Происхождение имён Гаргантюа и Пантагрюэля подробно объясняется в главах, посвящённых их рождению.
Имена могут содержать и отрицательно-насмешливую оценку. Имя короля-завоевателя Пикрохола составлено из греческих слов «пикрос» — горький и «холе» — желчь. Трипе (военачальник Пикрохола) в переводе с французского означает «шкалик», а Жобелен Бриде (богослов, один из наставников Гаргантюа) — «дурачина-простофиля». В некоторых вариантах перевода романа на русский такие имена приводятся на французском языке, в некоторых — по-русски: так, например, в некоторых переводах имя упомянутого магистра приведено во французском варианте (Жобелен Бриде), в других переведено на русский (Дурако Простофиль).

## Иллюстрации к роману
Каноническими считаются иллюстрации Гюстава Доре, сделанные для французского издания «Гаргантюа и Пантагрюэля» 1853 года. Всего по мотивам романа Доре выполнил более 400 рисунков.
Художник Оноре Домье использовал образ Гаргантюа в политических карикатурах на короля Луи-Филиппа.

## Издания
- Книга 1 (расшифровка оригинального издания 1532 года)
- Книга 2 (расшифровка оригинального издания 1535 года)
- Книга 3 (расшифровка оригинального издания 1546 года)
- Книга 4 (расшифровка оригинального издания 1552 года)